# Dolinka Lodowa

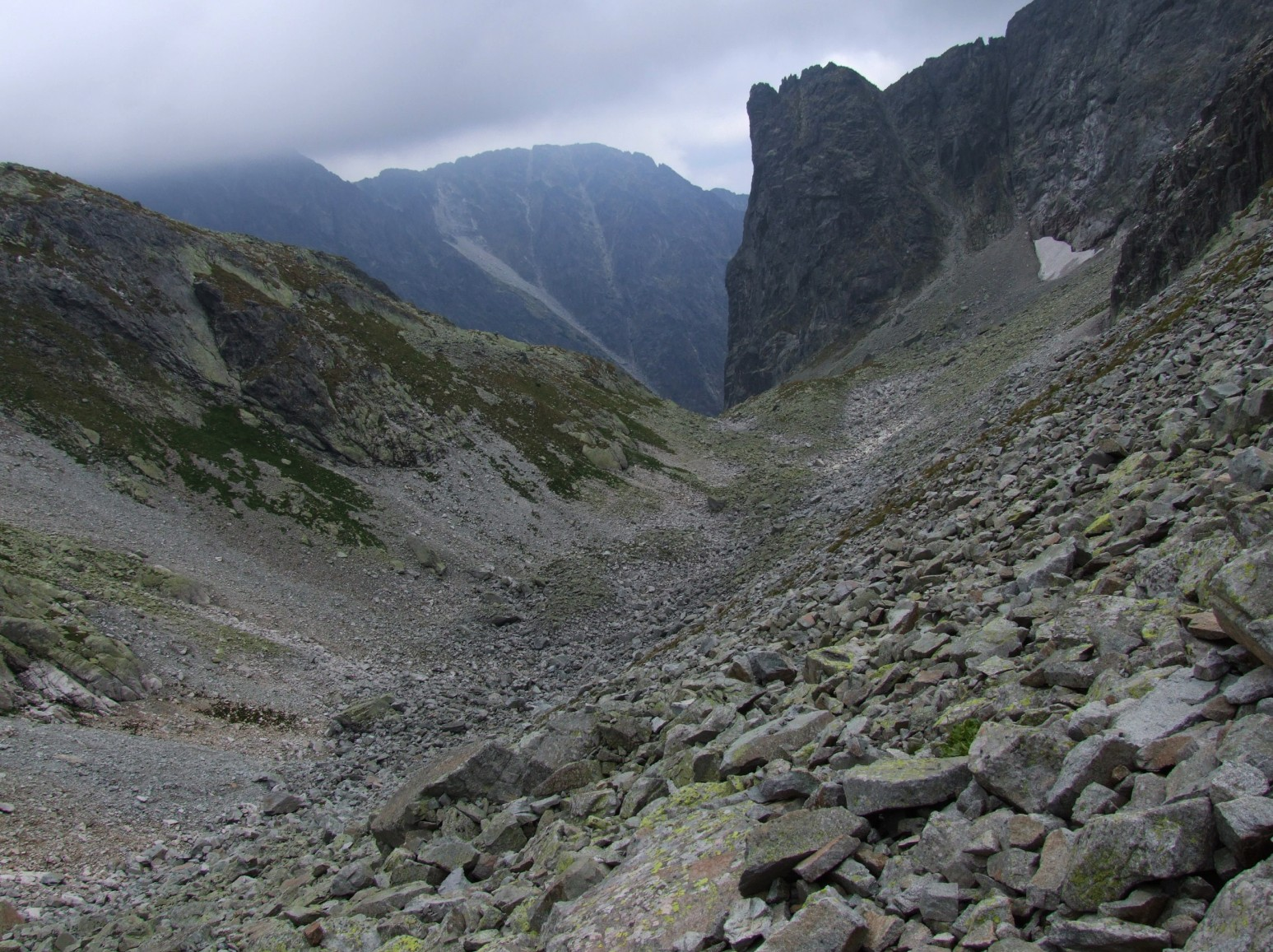
Dolna część Dolinki Lodowej. Z prawej strony widoczna Żółta Ściana

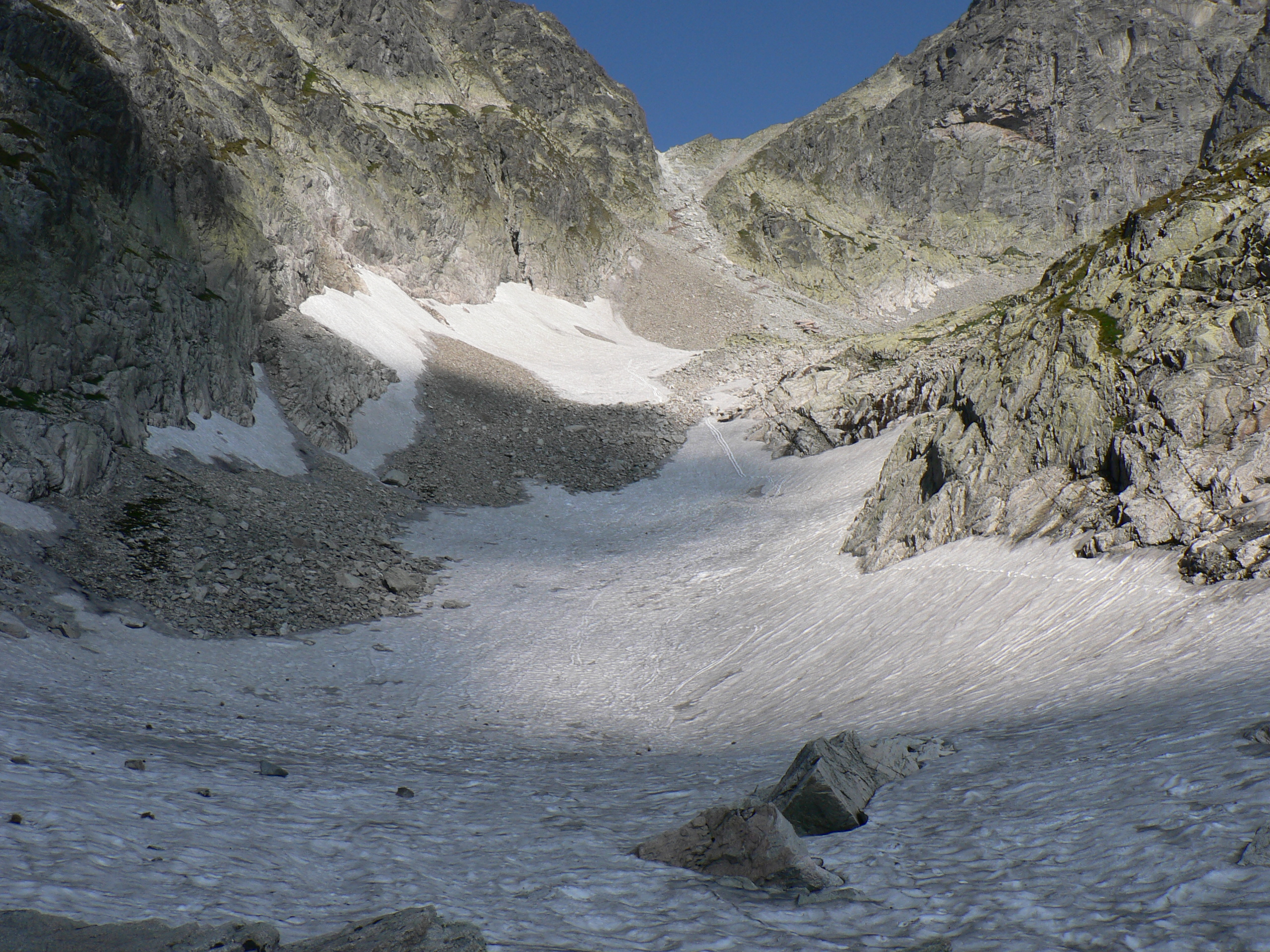
Górna część dolinki pod Lodową Przełęczą

Dolinka Lodowa (słow. Dolinka pod Sedielkom, niem. Sattelpasstälchen, Blauseetälchen, węg. Kisnyereg-hágó-völgy) – górna, prawa odnoga Doliny Małej Zimnej Wody w słowackich Tatrach Wysokich. Jej nazwa pochodzi od tego, że latem długo zalega w niej śnieg i lód. Otaczają ją od północy i zachodu Lodowa Kopa, Lodowy Szczyt, Mały Lodowy Szczyt i Żółty Szczyt. Od Doliny Małej Zimnej Wody oddzielona jest niższą Lodową Granią z Pięciostawiańską Kopą. Górą dolinka podchodzi pod Lodową Przełęcz, w dół ciągnie się do Żółtej Ściany.
Dolinka ma powierzchnię 0,5 km² i jest wąska i długa. Jest to kamienne pustkowie, gdzieniegdzie tylko skąpo porośnięte kępkami trawy i roślinnością alpejską. W jej górnej części znajduje się cyrk lodowcowy, a w nim Lodowy Stawek, najwyżej położone stałe tatrzańskie jeziorko (2157 m n.p.m.). Z powodu dużej wysokości i zacienienia śnieg w dolinie długo zalega. Latem 1854 r. wędrujący tędy Feliks Berdau zastał dolinkę całkiem jeszcze pokrytą śniegiem. W 1878 r. Tytus Chałubiński zwiedzający ją wraz z towarzyszami (m.in. byli przewodnicy Szymon Tatar i Wojciech Roj) pobłądzili tutaj we mgle. Chałubiński pisał: „Mgła dookoła, a tu kurzy śniegiem, co raty! Jeszcześmy nigdy z Szymkiem i Wojtkiem nie użyli takiej biedy. Śmierć już była blisko”. Pierwszymi osobami, które dotarły do doliny zimą, byli 5 stycznia 1902 r. Károly Jordán i przewodnicy Johann Franz (senior) i Johann Hunsdorfer (junior).
W dolince dopuszczalne jest uprawianie skialpinizmu.

## Szlaki turystyczne
Dolinkę przecina jednokierunkowy szlak żółty od schroniska Téryego na Czerwoną Ławkę, a stamtąd do Schroniska Zbójnickiego w Dolinie Staroleśnej. Początkowy etap szlaku prowadzi razem ze szlakiem zielonym na Lodową Przełęcz. W Dolince Lodowej znajduje się rozdroże tych szlaków.
  Czas przejścia od schroniska Téryego na Czerwoną Ławkę: 1:30 h, czas przejścia z Czerwonej Ławki do Schroniska Zbójnickiego: 1:45 h
  Czas przejścia od schroniska Téryego na Lodową Przełęcz: 1:30 h, ↓ 1:10 h, od rozdroża 45 min, ↓ 35 min.